# Бараново (Кичменгско-Городецкий район)
Бараново — деревня в Кичменгско-Городецком районе Вологодской области.
Входит в состав Кичменгского сельского поселения, с точки зрения административно-территориального деления — в Кичменгский сельсовет.
Расстояние до районного центра Кичменгского Городка по автодороге составляет 3 км. Ближайшие населённые пункты — Замостовица, Подол, Подол, Княжигора, Находка.
Население по данным переписи 2002 года — 35 человек (18 мужчин, 17 женщин). Преобладающая национальность — русские (94 %).